# Joanis Sidiropulos
Joanis Sidiropulos, gr. Ιωάννης Σιδηροπούλος (ur. 1 września 1956) – grecki sztangista, dwukrotny olimpijczyk (1980, 1988), brązowy medalista igrzysk śródziemnomorskich (1987). Startował w wadze koguciej (do 56 kg) oraz piórkowej (do 60 kg).

## Osiągnięcia

### Letnie igrzyska olimpijskie
- Moskwa 1980 – 10. miejsce (waga kogucia)
- Seul 1988 – 6. miejsce (waga piórkowa)

### Mistrzostwa świata
- Moskwa 1980 – 10. miejsce (waga kogucia) – mistrzostwa rozegrano w ramach zawodów olimpijskich

### Igrzyska śródziemnomorskie
- Latakia 1987 –  brązowy medal (waga piórkowa)